# مطار فو باي الدولي
مطار فو باي الدولي (إياتا: HUI، إيكاو: VVPB)(بالفيتنامية: Cảng Hàng Không Quốc Tế Phú Bài)‏ يقع جنوب مدينة هايو المركزية، العاصمة السابقة لفيتنام.

## التاريخ

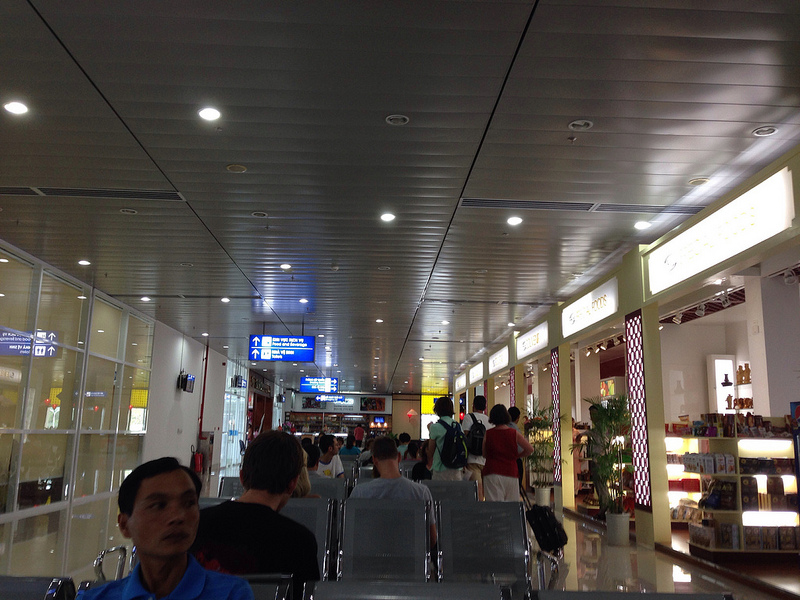
محطة داخلية

استقبل مطار فو باي رسميًا أول رحلة دولية له في 30 أكتوبر 2005 منذ أن سمحت الحكومة الفيتنامية باستقبال الرحلات الدولية في عام 2002. نقلت الرحلة العارضة التي تديرها الخطوط الجوية النمساوية السياح النمساويين من لوانغ برابانغ ، لاوس .
في 24 مايو 2007: لقد أعلن مطار شانغي الدولي (سي اء ال) اليوم أنه وقع مذكرة تفاهم مع اللجنة الشعبية لمقاطعة ثوا ثين هيو لتطوير مطار فو باي-هيو الدولي. و تم توقيع هذه المذكرة إطلاق الحكومة الفيتنامية للخطة السياحية الرئيسية لتطوير مقاطعة ثيوثين هيو لتكون الوجهة السياحية الدولية التالية لفيتنام.
وقعت ام أو يو عقداً من قبل السيد نغوين شوان لي، رئيس اللجنة الشعبية لمقاطعة ثوا ثين هيو والسيد تشاو كوك فونج، الرئيس التنفيذي لشركة I سي اء ال في فيتنام. وشهد الحدث مسؤولون من إدارة الطيران المدني الفيتنامية 
محطة جديدة استثمرت من قبل شركة المطارات الفيتنامية مع سيغطي إجمالي الاستثمار حوالي 2.250 تريليون فنغ (96.9 مليون دولار أمريكي) حوالي 10،118 مترًا مربعًا وتتسع لخمسة ملايين مسافر لكل مليون عام 2020 وما يصل إلى 6.5-7 مليون مسافر بحلول عام 2025. هذا من المقرر الانتهاء من المحطة بحلول نهاية عام 2021 شرک شركات الطيران والوجهات الخطوط الجوية الأماكن

## شركات الطيران والوجهات
| شركـات طيـران            | الوجهات                                                      |
| ------------------------ | ------------------------------------------------------------ |
| بامبو إيرويز             | مطار نوي باي الدولي                                          |
| Hai Au Aviation          | مطار دا نانغ الدولي                                          |
| Pacific Airlines         | مطار لين خونج، مطار تان سون نهات الدولي                      |
| خطوط فيت جيت             | مطار نوي باي الدولي، مطار تان سون نهات الدولي                |
| الخطوط الجوية الفيتنامية | مطار لين خونج، مطار نوي باي الدولي، مطار تان سون نهات الدولي |

## روابط خارجية
- Airport information for VVPB at World Aero Data. Data current as of October 2006.